# Casa de la Vila dels Prats de Rei
La Casa de la Vila dels Prats de Rei és un edifici dels Prats de Rei (Anoia) inclòs a l'Inventari del Patrimoni Arquitectònic de Catalunya.

## Descripció
És una casa de construcció noble de murs de pedra saulonenca del país, ben treballada i ben escairada. Consta de planta baixa i un pis i una galeria a la part superior que queda definida a la façana per sis petites arcades rebaixades. La façana de la plaça té un escut heràldic esculpit en pedra, entre els dos grans finestrals del primer pis, i una gran portalada adovellada que permet l'entrada a l'edifici.
Cada arc està esculpit en un sol bloc, sostingut per columnes. L'escut, en relleu, és quarterat amb roses i les quatre barres sostingudes per 2 lleons rampants, i coronat amb planells heràldics.

## Història
L'edifici de la Casa de la vila dels Prats de Rei és notable exponent del gòtic civil català. Fou construït al segle xvi, coincidint amb l'època de màxima esplendor de la vila. A l'escut, fins fa poc, es podia observar la data 1591.